# Chūichi
Chūichi ist ein männlicher japanischer Vorname.

## Bekannte Namensträger
- Date Chūichi (浅野 勝人) (* 1939), japanischer Politiker
- Nagumo Chūichi (南雲 忠一) (1887–1944), Vizeadmiral der Kaiserlich Japanischen Marine
- Ariyoshi Chūichi (有吉 忠一) (1873–1947), japanischer Politiker
- Hara Chūichi (原 忠一) (1889–1964), Admiral der Kaiserlich Japanischen Marine